# Людвиківка (Івано-Франківський район)
Людвиківка (пол. Ludwikowka) — колишнє польське село біля м. Бурштин знищене упівцями під час Другої Світової Війни.

## Історія
Людвиківка або Мазури, як називали це село місцеві жителі постало приблизно 1808 р. Власник Бурштина князь Яблоновський оселив у цій місцевості 14 родин ткачів, правдоподібно з околиць міст Ряшів чи Тарнів. Осадники відробляли панщину ткацтвом. З роками зростало населення, село ділило ґрунти й будувало нові будинки. Ткацтво давало добрі прибутки й люди жили непогано. Людвиківка була селом чисто польським, без жодної домішки іншої народності. В 1829 р. на пагорбах поблизу села граф Скарбек започаткував промислове видобування алебастру, який вивозили до Німеччини, де з нього виготовляли скульптури, посуд.
На 1930-ті рр. Людвиківка була селом середніх розмірів — близько півтори сотні дворів. Сім'ї складались щонайменше з чотирьох-шести осіб. У селі був клуб, нова п'ятирічна школа, ткальня. Людвиківці займалися землеробством, тримали худобу, але основним заняттям було ткацтво.

## Упівський погром
У ніч з 17 на 18 лютого 1944 р. Людвиківка була оточена бійцями УПА та місцевої боївки ОУН. В селі почалась пожежа; 180 господарств були знищені. Частина населення загинула в палаючих будівлях, деякі замерзли, ховаючись в полях. Всього виявлено 127 жертв. За словами вцілілих свідків внаслідок нападу загинули близько 200 поляків, 27 були поранені. Згідно зі звітом УПА, загинули 330 людей, у тому числі 295 чоловіків, 30 жінок та 5 дітей; втрат серед упівців не було.
Наступного дня до села приїхали німці та вивезли вцілілих жителів до Рогатина.
6 вересня 2009 року в селі Коростовичі представниками польських організацій було здійснено освячення відновлених могил на місці колишнього польського цвинтаря в урочищі Людвиківка та пам’ятного хреста з табличкою провокаційного змісту.